# 1935 w Wojsku Polskim
Kalendarium Wojska Polskiego 1935 – wydarzenia w Wojsku Polskim w roku 1935.

## 1935
- Wojskowe Warsztaty Balonowe zmieniły nazwę na Wytwórnia Balonów i Spadochronów[1]
- do użytkowania w polskim lotnictwie wojskowym weszły samoloty myśliwskie PZL P-11c[1]

## Styczeń
3 stycznia
- Ministerstwo Spraw Wojskowych rozkazało wzmocnić 1 Morski Batalion Strzelców o trzecią kompanię strzelców, pluton artylerii piechoty i pluton łączności.

10 stycznia
- w Stoczni Gdyńskiej zwodowano trałowiec ORP „Mewa”

13 stycznia
- W niedzielę w Łodzi zmarł tragicznie podpułkownik dyplomowany piechoty w stanie spoczynku Stanisław Jan Walawski, były szef sztabu 10 DP w Łodzi oraz zastępca dowódcy 59 pp w Inowrocławiu i 2 pp Leg. w Sandomierzu, a także działacz polityczny i radny miejski Łodzi z listy BBWR. Pogrzeb odbył się w czwartek 17 stycznia 1935 roku[2][3].

26 stycznia
- w pałacu w Białowieży Prezydent RP Ignacy Mościcki nadał z dniem 1 stycznia 1935 niżej wymienionym oficerom[4]:

stopień generała brygady pułkownikowi dyplomowanemu Wacławowi Stachiewiczowi (lokata 1),
stopień pułkownika podpułkownikom:
w korpusie piechoty: Józefowi Sas-Hoszowskiemu (1), Sewerynowi Łańcuckiemu (2), Tadeuszowi Lubicz-Niezabitowskiemu (3) i Zdzisławowi Wendzie (4)
w korpusie kawalerii: Witoldowi Morawskiemu (1), Edmundowi Heldut-Tarnasiewiczowi (2) i Leonowi Mitkiewiczowi-Żołłtkowi (3)
w korpusie artylerii: Janowi Dunin-Wąsowiczowi (1) i Kazimierzowi Glabiszowi (2)

## Luty
10 lutego
- podniesienie bandery na trałowcu ORP „Czajka”

16 lutego
- Prezydent RP Ignacy Mościcki mianował:

dowódcę 13 Dywizji Piechoty, generała brygady Edmunda Knolla dowódcą Okręgu Korpusu Nr VII w Poznaniu
dowódcę piechoty dywizyjnej 7 Dywizji Piechoty, pułkownika dyplomowanego Aleksandra Myszkowskiego dowódcą 13 Dywizji Piechoty w Równem
- Minister Spraw Wojskowych mianował dowódcę 81 Pułku Piechoty, pułkownika dyplomowanego Stanisława Maczka dowódcą piechoty dywizyjnej 7 Dywizji Piechoty w Częstochowie

## Marzec
8 marca
- Prezydent RP Ignacy Mościcki:

zwolnił generała brygady Mieczysława Mackiewicza ze stanowiska dowódcy 26 Dywizji Piechoty w Skierniewicach
mianował dowódcę piechoty dywizyjnej 8 Dywizji Piechoty, pułkownika Stanisława Kozickiego dowódcą 26 Dywizji Piechoty
27 marca
- W pociągu relacji Medyka–Przemyśl zmarł major artylerii Bronisław Blumski z 10 pac, żołnierz Legionów Polskich, kawaler Virtuti Militari, Krzyża Niepodległości i Krzyża Walecznych[5].

## Kwiecień
3 kwietnia
- w Warszawie zmarł Inspektor Armii, generał dywizji Daniel Konarzewski

26 kwietnia
- w Stoczni Rzecznej w Modlinie zwodowano trałowiec ORP „Rybitwa”

## Maj
12 maja
- w Warszawie zmarł marszałek Polski Józef Piłsudski[6]
- Prezydent RP Ignacy Mościcki:

mianował Inspektora Armii w Warszawie, generała dywizji Edwarda Śmigłego-Rydza Generalnym Inspektorem Sił Zbrojnych
powierzył I Wiceministrowi Spraw Wojskowych, generałowi brygady Tadeuszowi Kasprzyckiemu kierownictwo Ministerstwa Spraw Wojskowych
20 maja

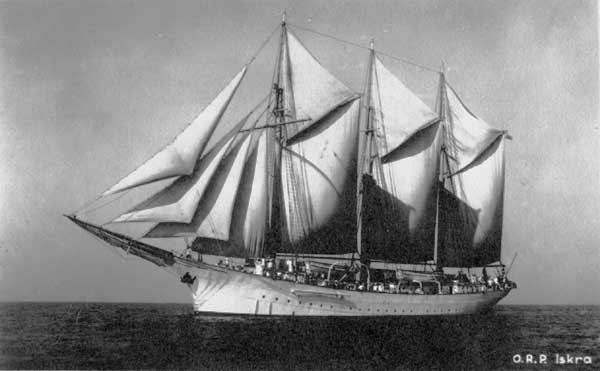
ORP „Iskra”

- początek ósmego rejsu szkolnego ORP „Iskra”

## Czerwiec
5 czerwca
- Prezydent RP Ignacy Mościcki mianował:

szefa Sztabu Głównego, generała brygady Janusza Gąsiorowskiego dowódcą 7 Dywizji Piechoty w Częstochowie
dowódcę 7 Dywizji Piechoty, generała brygady Wacława Stachiewicza szefem Sztabu Głównego
14 czerwca
- Minister Spraw Wojskowych zatwierdził przyjęcie do uzbrojenia Wojska Polskiego samochódu pancernego wz. 34[7]

26 czerwca
- Minister Spraw Wojskowych:

zmienił datę święta 22 pułku piechoty w Siedlcach z 16 sierpnia na 12 czerwca,
zmienił datę święta 48 pułku piechoty w Stanisławowie z 11 września na 15 sierpnia,
zmienił datę święta 84 pułku piechoty w Pińsku z 29 lipca na 26 września,
zmienił datę święta 24 pułku ułanów w Kraśniku z 21 września na 6 lipca,
zmienił datę święta morskiego dywizjonu lotniczego w Pucku z 15 lipca na 10 lutego,
koszarom zajmowanym przez 11 pułk artylerii lekkiej przy ul. Bilińskiego w Stanisławowie nadał nazwę: „Koszary im. Generała Józefa Bema”.
zatwierdził wzór i regulamin odznaki pamiątkowej 6 pułku lotniczego we Lwowie,
zakazał palenia papierosów na ulicy,
przemianował Kadrę Szeregowych Floty na Kadrę Floty, a Kadrę Szeregowych Flotylli Rzecznej na Kadrę Flotylli Rzecznej

## Lipiec
4 lipca
- Kierownik Ministerstwa Spraw Wojskowych mianował kilkudziesięciu oficerów dowódcami i zastępcami dowódców pułków[9][10]:

komendanta Centrum Wyszkolenia Kawalerii, pułkownika Zygmunta Podhorskiego dowódcą XIII Brygady Kawalerii w Płocku
dowódcę 2 Pułku Ułanów Grochowskich, pułkownika dyplomowanego Józefa Smoleńskiego komendantem Centrum Wyszkolenia Kawalerii w Grudziądzu
17 lipca
- w stoczni J. Samuel White & Co. Ltd. w Cowes położono stępkę pod kontrtorpedowiec ORP „Grom”

27 lipca
- Kierownik Ministerstwa Spraw Wojskowych wcielił trauler ORP „Jaskółka” w skład okrętów wojennych Rzeczypospolitej Polskiej[11]
- Podczas lotu próbnego rozbił się pod Okęciem drugi prototyp samolotu PZL P.23 II Karaś. Zginęła cała załoga: por. pilot Aleksander Kremieniecki, por. obs. Tadeusz Odrowąż-Pieniążek i por. rez. obs. Stefan Kłusek[12].
- 31 lipca
- W Grodnie zmarł mjr piech. Mieczysław Basiewicz.

## Sierpień
6 sierpnia
- Kierownik Ministerstwa Spraw Wojskowych mianował pułkownika dyplomowanego Leona Strzeleckiego szefem Biura Inspekcji Generalnego Inspektoratu Sił Zbrojnych

12 sierpnia
- we Lwowie, w wypadku drogowym, zginął szef Gabinetu Wojskowego Prezydenta Rzeczypospolitej, pułkownik Jan Głogowski

23 sierpnia
- Kierownik Ministerstwa Spraw Wojskowych:

zmienił datę święta 32 pułku piechoty w Modlinie z 11 listopada na 4 sierpnia,
ustanowił w 1 pułku szwoleżerów w Warszawie etatową orkiestrę

## Wrzesień
1 września
- Kierownik Ministerstwa Spraw Wojskowych podporządkował Korpusy Kadetów Nr 1-3 szefowi Wojskowego Instytutu Naukowo-Oświatowego[14] → Korpus kadetów (Polska)

15 września
- Kierownik Ministerstwa Spraw Wojskowych mianował pułkownika Kazimierza Schally szefem Gabinetu Wojskowego Prezydenta Rzeczypospolitej

23 września
- koniec ósmego rejsu szkolnego ORP „Iskra”; okręt zawinął do portów: Brugia, Lizbona, Algier, Santa Cruz de Tenerife, Ponta Delgada, Dover

23 września
- Kierownik Ministerstwa Spraw Wojskowych zatwierdził:

wzór i regulamin odznaki naukowej absolwentów Oficerskiej Szkoły Topografów w Warszawie,
wzór odznaki pamiątkowej i regulamin Koła 75 pułku piechoty (byłego 1 pułku Strzelców Bytomskich),
wzór i regulamin odznaki pamiątkowej 84 pułku Strzelców Poleskich w Pińsku
30 września
- generał brygady Mieczysław Mackiewicz został przeniesiony w stan spoczynku

## Październik
13 października
- Prezydent RP powołał generała brygady Tadeusza Kasprzyckiego na urząd Ministra Spraw Wojskowych → Rząd Mariana Zyndrama-Kościałkowskiego

25 października
- Minister Spraw Wojskowych wcielił w skład floty trauler ORP „Mewa”[16]

## Listopad
listopad
- Komitet do Spraw Uzbrojenia i Sprzętu wdrożył do uzbrojenia Wojska Polskiego karabin przeciwpancerny wz. 35

17 listopada
- w Warszawie zmarł dowódca 2 Pułku Strzelców Podhalańskich, podpułkownik Karol Świnarski

## Grudzień
12 grudnia
- Minister Spraw Wojskowych:

zmienił datę święta 65 pułku piechoty w Grudziądzu z 18 sierpnia na 21 czerwca,
zatwierdził jako datę święta żandarmerii dzień 13 czerwca, a tym samym unieważnił daty świąt poszczególnych dywizjonów żandarmerii
21 grudnia
- Minister Spraw Wojskowych wcielił w skład okrętów Rzeczypospolitej Polskiej ORP „Rybitwa”[16]